# Confederación de Trabajadores Gremiales, Artesanos, Comerciantes Minoristas y Vivanderos de Bolivia
La Confederación Sindical de Trabajadores Gremiales, Artesanos, Comerciantes Minoristas y Vivanderos de Bolivia es una organización sindical que agrupa diferentes federaciones Departamentales, sindicatos agrupaciones locales en todo el territorio boliviano. 
En 1995 se estimaba que contaba con 800.000 afiliados en los nueve departamentos de Bolivia, aunque afirmaciones de la propia confederación mencionaban a dos millones de comerciantes informales en 2012. Otras referencias hablan de un millón o un millón y medio.

## Historia
La Confederación fue fundada el 15 de marzo de 1955.

## Importancia económica del trabajo gremial
La economía informal en Bolivia fue considerada  como la más grande del mundo en 2018, según un estudio del Fondo Monetario Internacional representando sus aportes el 62% del producto interno bruto, el gobierno de Bolivia, no reconoce este tipo de clasificación ya que los datos estadísticos del Instituto Nacional de Estadística clasifican el trabajo como asalariado o no asaliarado bajo la figura de Economía Plural.
Una Gran parte de los afiliados a la Confederación son considerados parte de esta economía calificada como informal bajo dos aspectos principales, la ausencia de pago de impuestos y la inexistencia de beneficios sociales laborales para quienes trabajan en este sector. La denominación de economía informal, comercio informal y gremialistas suele usarse de manera indistinta aunque existen diferentes niveles de regulación tributaria, registro y definiciones a nivel del Estado, en 2013 el Servicio Nacional de Impuestos afirmó la existencia de 38.318 comerciantes registrado en el Régimen Simplificado una modalidad tributaria establecida de manera estatal, paralelamente la dirigencia afirmó que sólo 400.000 de sus afiliados se habían registrado para el pago del tributo.

## Denominación y clasificación
La autodenominación del sector como Trabajadores gremiales, está ligada con el carácter de formalidad establecida por la agrupación así como las diferentes regulaciones de nivel nacional y municipal existentes que establecen diferentes normativas para el pago de impuestos y otros pagos relacionados con el uso del espacio público, autorizaciones, etc. Es por esta razón que muchos estudios económicos, sociológicos y los propios afiliados rechazan el uso del nombre de comercio informal o mercado informal al trabajo gremial, ya que bajo la Confederación y su  capacidad de organización se encuentran diferentes rubros con gran cantidad de afiliados de características muy variadas. La denominación de comercio, actividad o trabajo informal establece la ilegalidad o irregularidad de una actividad que en realidad se halla regulada por la normativa boliviana nacional y local.

## Rubros y condiciones de trabajo
Los rubros que agrupa la Confederación son muy diversos, en 2003 se identificaron en La Paz al menos 87 rubros.
Las condiciones de trabajo, como los rubros son muy diferentes, existiendo quienes trabajan sobre tarimas, quienes tienen un espacio asignado en el espacio público, los que posee un anaquel, carritos, y otras características según la región y el espacio público o privado de trabajo.
Los objetos de comercio presentan gran variedad en cuanto a dimensiones, costos y características de procesamiento o intervención industrial y pueden ser desde ropa, zapatos, verduras hasta artefactos electrodomésticos, artículos de ferretería o comedores.

## Afiliados regionales

### Beni
La entidad afiliada a la Confederación nacional desde el Departamento de Beni recibe el nombre de Federación de Gremiales de Beni.

### Chuquisaca
En el Departamento de Chuquisaca en se identificó un número de al menos 8.000 gremiales agrupados en cuatro organizaciones, todas ellas cobijadas bajo la organización denominada Federación Única de Trabajadores Gremiales por Cuenta Propia y Comerciantes Minoristas de Chuquisaca, fundada el 25 de octubre de 1999. Entre 2018 y 2019 se registraron observaciones a la federación única y grupos asociados disidentes.

### Cochabamba
En 2016 la ejecutiva de Enriqueta Imaca afirmó que la agrupación a su cargo contaba con alrededor de 300 asociaciones, cada una de ellas con al menos 35 comerciantes y hasta 800 como máximo, sumando aproximadamente 124 mil comerciantes en el Departamento de Cochabamba.

### El Alto
En el Departamento de La Paz en la Ciudad de El Alto la entidad asociada recibe el nombre de Federación de trabajadores Artesanos Comerciantes Minoristas y Vivanderos de la Ciudad de El Alto . En 2003 se calculó a los comerciantes en la ciudad de El Alto en unos 80.370 de los cuales 60.690 formaban parte de las 450 asociaciones Alteñas con aproximadamente 5.000 afiliados en cada una y 4.680 denominados independientes, al no estar organizados sindicalmente. En 2017 el Gobierno Autónomo Municipal de El Alto a través de la Dirección de recaudaciones reportó la existencia de 93.147 afiliados y registrados según normativa local del municipio de El Alto.

### La Paz
En el Departamento de La Paz la entidad asociada recibe el nombre de Federación Departamental de Trabajadores del Comercio Minorista de La Paz. En 2003 se calculó a los comerciantes en la ciudad de La Paz en unos 40.370 de los cuales 35.690 formaban parte de las 299 asociaciones paceñas con aproximadamente 119 afiliados en cada una y 4.680 denominados independientes, al no estar organizados sindicalmente. En 2017 el Gobierno Autónomo Municipal de El Alto a través de la Dirección de recaudaciones reportó la existencia de 93.147 afiliados y registrados según normativa local del municipio de El Alto.

### Oruro
La entidad afiliada a la Confederación nacional por parte del Departamento de Oruro recibe el nombre de Federación Departamental de Comerciantes Gremiales de Oruro.

### Pando
La entidad que afilia a los miembros de la Confederación del Departamento de Pando, lleva el nombre de Federación Departamental de Trabajadores Gremiales, Comerciantes Minoristas, Artesanos y Vivanderos de Pando, con personería jurídica otorgada en diciembre de 2007. En 2016 gestionaron el compromiso del presidente Morales de realizar una inversión de Bs. 18.000.000 para la construcción de un mercado modelo.

### Potosí
La entidad sindical afiliada a la confederación desde el Departamento de Potosí recibe el nombre de Federación de Trabajadores Gremiales de Potosí.

### Santa Cruz
La filial del Departamento de Santa Cruz lleva el nombre de Federación de Comerciantes Gremiales Unidos, en 2012 Jesús Cahuana dirigente de la organización sindical afirmó que en la ciudad existían más de 40.000 trabajadores en el sector de comercio informal llegando a más 80.000 personas en todo el departamento.

### Tarija
La filial del Departamento de Tarija recibe el nombre de Federación de Gremiales de Tarija, que en 2017 reportó la existencia 56.000 trabajadores gremiales, agrupados en 160 sindicatos.

## Reivindicaciones y exigencias
Las asociaciones gremiales a lo largo de Bolivia se movilizan de manera orgánica organizando marchas y bloqueos de vías urbanas o departamentales para exigir entre algunas cosas:
- Inamovilidad de puestos de venta.
- Definiciones beneficiosas en las clasificaciones tributarias.[26][10]
- Regulaciones beneficiosas por parte de los Gobiernos Municipales.[27][28]
- Anulación de incremento de costos de servicios básicos.[29]
- Reivindicaciones económicas regionales.[30]
- Promulgación de medidas de carácter social que amplían derechos.[31]
- Oposición a normativas de control de contrabando[32]

## Ampliados y estatutos
La confederación se reúne para asumir acciones conjuntas de diferente índole, en 2019 se reunieron para elaborar la actualización de sus estatutos en un evento denominado Ampliado nacional, realizado en la ciudad de Sucre, capital de Bolivia.

### Dirigencia
Después del XIV CONGRESO ORDINARIO realizado en la ciudad de Cobija los días 25 y 26 de agosto de 2023, donde participaron las diferentes asociaciones de Bolivia  fue elegido Rodolfo Mancilla Castro como Secretario Ejecutivo Nacional de Gremiales de Bolivia, Castro era dirigente de la Federación de Gremiales de La Ciudad de El Alto, afiliada a la Central Obrera Boliviana.

## Críticas y observaciones
Dada la gran cantidad de afiliados que la Confederación se atribuye y su capacidad de movilización y presión a las entidades gubernamentales existen diversas críticas al accionar de los afiliados así como la entidad sindical, entre ellas se destacan:

### Informalidad
Las asociaciones empresariales de Bolivia suelen identificar al comercio agremiado en la Confederación como un obstáculo para el desarrollo por su adscripción limitada a las normativas tributarias.

### Cobros irregulares
Afiliados a la Confederación han expresado su desconocimiento y observaciones sobre el destino de aportes y cobros irregulares que son recaudados por la entidad sindical, de la misma manera los afiliados observan la existencia de autorizaciones y permisos irregulares otorgados o apoyados por las dirigencias, así como afiliaciones políticas con autoridades del poder legislativo.

### Uso del espacio público
El uso comercial del espacio público en diferentes ciudades ha sido identificado como un factor adverso propiciado por los afiliados a la Confederación y rechazado por algunas agrupaciones vecinales.

### Acciones violentas
Durante diferentes manifestaciones del sector afiliado se registraron episodios de gran violencia, paralelamente sus acciones de presión suelen incluir amenazas de violencia o violación de los derechos fundamentales del resto de la población, lo que también ha generado críticas al accionar del sector.

## Normativa impositiva
En 2018 tras una gran movilización y negociaciones la confederación logró el establecimiento de un nuevo monto para la adscripción al Régimen Simplificado, una categoría tributaria que a partir de la implementación del Decreto Supremo 3698 promulgado para modificar  del Régimen Simplificado Tributario amplió el capital máximo de los gremiales de Bs 37.000 a Bs 60.000 para la adscripción a esta figura impositiva, se calcula que esta medida benefició al menos a 97.000 afiliados del sector.

## Día Nacional de los Trabajadores Gremiales de Bolivia
En 2016 se declaró el 15 de marzo, fecha de fundación de la institución, como Día Nacional de los Trabajadores Gremiales de Bolivia.